# Schweinsohr (Pilz)
Das Schweinsohr oder der Purpurleistling (Gomphus clavatus) ist ein Pilz aus der Ordnung der Schweinsohrartigen. Früher stellte man ihn aufgrund des leistenartigen Hymenophors in die Nähe der Pfifferlingsartigen. Die Gattung Gomphus besteht in Europa aus nur einer Art. Das Schweinsohr ist Pilz des Jahres 1998.

## Merkmale

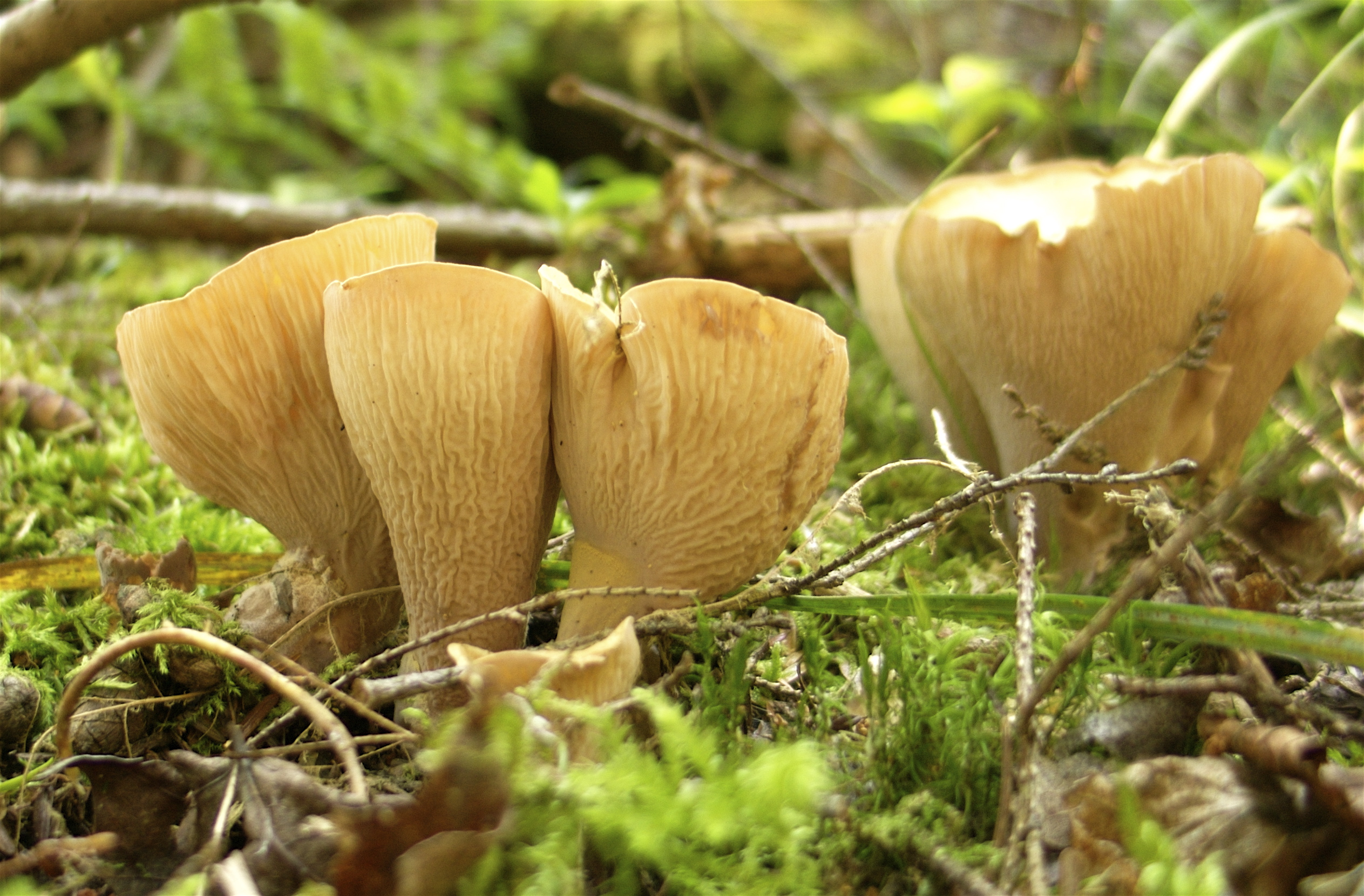
Pigmentlose Varietät des Schweinsohrs

### Makroskopische Merkmale
Der 6–10 cm hohe und 6 cm breite Fruchtkörper ist kreisel- bis keulenförmig, abgestutzt oder trichterartig vertieft. Die Ränder sind etwas hochgeschlagen und unregelmäßig gelappt. Die Oberseite ist anfangs blasslila, später lilagrau und schließlich ocker- bis olivfarben. Die Außenseite ist mit unregelmäßigen, gabelig verzweigten Leisten versehen, die eine fleischig-hellviolette, später gelbliche Farbe besitzen. Sie laufen fast bis zur Stielbasis herab, welche verjüngt ist und eine glatte Oberfläche hat. Das Sporenpulver ist kräftig ockerfarben. Das Fleisch ist weiß, zart und von mildem Geschmack.

### Mikroskopische Merkmale
Die Sporen sind mit feinen Warzen besetzt und in der Form länglich, spindelig mit Hilarappendix. Die Größe beträgt etwa 9–12 × 4–5,5 μm.

## Ökologie und Phänologie
Schweinsohren kommen von Sommer bis Herbst meist büschelig verwachsen in Hexenringen oder Reihen vor allem in Bergnadelwäldern mit Kalkböden vor. Sie sind recht selten. Die Art bildet eine Mykorrhiza mit Fichte, Tanne und Rotbuche.

## Bedeutung
Das Schweinsohr gilt als sehr guter Speisepilz. Mit dem Alter werden die Pilze etwas bitter. Eine Verwechslung mit giftigen Arten ist nahezu ausgeschlossen. Gelegentlich werden sie auf Märkten angeboten.